# Pek kwar
Le pek kwar est un des styles de Kung Fu du Nord les plus secrets.
C’est un ancien style de kung-fu Shaolin qui date de la Dynastie des Ming et dont les premiers écrits datent d’environ 1500.
Ce système était exclusivement destiné aux gardes de l’Empereur et ne devait en aucun cas être dévoilé à l’extérieur. Quiconque enfreignait cette loi était exécuté ainsi que toute sa famille.
« Pek » signifie hacher, ou main qui tranche de haut en bas, et « Kwar » signifie attaque du bras ou du poing de manière ascendante.
Les gardes devaient posséder un Kung Fu implacable et sans faille, suffisamment performant pour que l’empereur qui voyageait incognito puisse n’être accompagné que de quelques hommes (deux souvent) et reste en parfaite sécurité.
Le Pek Kwar se répandit avec la fin de la monarchie. La famille Kam Tak Hoi qui, depuis des générations servait l’empereur, entraîna l’armée puis ouvrit une école.
Ce style comprend une quarantaine de formes, avec et sans armes, et exige une coordination totale du corps. Resté longtemps secret, il ne connaît pas les inconvénients de la vulgarisation et est resté très pur et originel.
Il est enseigné par Chan sau chong (Hong Kong), Yew-Ching Wong (USA), tous deux élèves de Maître Kwan Duk, et Fabien Latouille (France), élève de Y.C.Wong